# Katia Plaschka
Katia Plaschka ist eine deutsche Opernsängerin (Sopran). Sie setzt ihre Koloratursopranstimme vor allem im Oratorium und in zeitgenössischer Oper ein.

## Leben
Katia Plaschka studierte bis 2002 Gesang an der Hochschule für Musik Frankfurt bei Gunnel Tasch–Ohlsson. Sie studierte auch bei Heidrun Kordes. Auf dem Gebiet der historischen Aufführungspraxis arbeitete sie unter anderem mit Thomas Hengelbrock und Frieder Bernius zusammen. Sie ist beteiligt am Ohrwurm-Projekt, einem pädagogischen Musikprojekt für Grundschulkinder.

### Oper
2001 war sie der „hohe Sopran“ in Musik von Luigi Nono in einer konzertanten Aufführung im Rahmen der Serie Zeitfluss bei den Salzburger Festspielen seines Werkes Io, Frammento da Prometeo, Ausschnitten seines Prometeo für drei Sopranstimmen, kleinen Chor, Bassflöte, Kontrabassklarinette und Live-Elektronik (1981) in der Kollegienkirche, Salzburg. Die  Aufführung wurde aufgezeichnet und 2004 veröffentlicht. Die Aufnahme erhielt 2004 den Preis der deutschen Schallplattenkritik in der Kategorie Chorwerke.
Katia Plaschka arbeitet mit der Wiener Taschenoper, die sich auf experimentelle zeitgenössische Oper spezialisiert. 2003 wirkte sie in der Uraufführung von Wolfgang Mitterers Oper massacre mit, die als Teil der Wiener Festwochen von Joachim Schlömer inszeniert und von Peter Rundel dirigiert wurde. 2004 war sie die Sängerin in Mitterers Tanzstück Labyrinth für Soprano und Electronik im Semperdepot in Wien, choreographiert von Saskia Hölbling für ihre Gruppe DANS.KIAS.

### Konzerte
Katia Plaschka wirkt vor allem als Solistin in Oratorienaufführungen mit. Mit dem Marburger Bachchor sang sie Haydns Stabat Mater (2004), Händels Messiah (2005) und Bachs Johannes-Passion. 2003 führte sie in der Unionskirche, Idstein, Händels Gloria auf, das erst 2001 dem Komponisten zugeschrieben wurde, und mit dem Chor St. Martin und dem Kammerchor Martinis sein Utrechter Te Deum und Jubilate. In St. Martin, Idstein, sang sie Bachs Weihnachtsoratorium (2004), Buxtehudes Membra Jesu Nostri (2007) und Mozarts Große Messe in c-Moll (2008). 2009 sang sie dort in Bachs Matthäus-Passion, mit Ulrich Cordes als Evangelist, Andreas Pruys (Vox Christi) und Klaus Mertens, 2011 war sie der Sopran in Händels Messiah, mit Andreas Scholl, Ulrich Cordes und Markus Flaig.
2005 führte sie Monteverdis Marienvesper mit der Frankfurter Kantorei auf. Mit der Neuen Rheingauer Kantorei sang sie 2007 Poulencs Gloria und John Rutters Magnificat im Rheingauer Dom in Geisenheim. 2009 führte sie die Teile I–III von Bachs Weihnachts-Oratorium im Dom zu Speyer auf, dirigiert von Domkapellmeister Markus Melchiori.

### Balthasar-Neumann-Chor
Katia Plaschka ist Mitglied von Thomas Hengelbrocks Balthasar-Neumann-Chor. Sie wirkte unter anderem in Bach-Kantaten im Konzerthaus Dortmund mit und in Mozarts Idomeneo im Barbican Centre.

## Einspielungen
- Luigi Nono: Io, frammento da Prometeo, Das atmende Klarsein. Katia Plaschka, Petra Hoffmann, Monika Bair-Ivenz, Roberto Fabbriciani, Ciro Scarponi; Solistenchor Freiburg, Experimentalstudio Freiburg, André Richard. col legno 2 SACD 20600 (Helikon Harmonia Mundi)[6]